# Timo Schierhorn
Timo Schierhorn (* 1979 in Winsen an der Luhe, Niedersachsen) ist ein deutscher Videokünstler und Filmemacher.

## Leben und Wirken
Timo Schierhorn studierte ab 2002 Visuelle Kommunikation und Freie Kunst an der Hochschule für bildende Künste Hamburg. 2009 beendete er sein Studium mit dem prämierten semi – autobiografischen Experimentalfilm Nacht um Olympia.
Seit 2001 arbeitet Schierhorn kontinuierlich als Videokünstler für Theaterprojekte und Performances und Regisseur für Musikvideos. Er realisierte zahlreiche Musikvideos für Bands und Solo-Künstler wie Deichkind, Tocotronic, Die Goldenen Zitronen, Beatsteaks, Sophia Kennedy, DJ Koze, 1000 Robota oder Die Vögel. Einige der Videos entstanden in Zusammenarbeit mit den Filmemachern Christian „UWE“ Hartmann und Katharina Duve. Mit ihnen bildet Schierhorn auch das in Hamburg-Altona ansässige Künstlerkollektiv Auge Altona.
2013 erschien die gemeinsam mit Mathis Menneking produzierte Dokumentation 1,7 über die deutsche Punkband Slime. Für den 2017 erschienenen Spielfilm Das Milan-Protokoll von Peter Ott war Schierhorn für den Schnitt verantwortlich. 2024 feierte der Fernsehfilm Hallo Spencer – Der Film, bei dem er Regie führte und zu dem Jan Böhmermann, Elias Hauck und Tim Wolff das Drehbuch schrieben, seine Uraufführung beim Filmfest München.
Timo Schierhorn lebt und arbeitet in Hamburg.

## Filmografie (Auswahl)

### Filme (Auswahl)
- 2004: Ekalaka (Kurzfilm), (Regie, Produktion, Kamera und Schnitt)
- 2009: Nacht um Olympia (Experimentalfilm), (Regie, Produktion, Drehbuch, Kamera und Darsteller)
- 2013: 1,7 (Dokumentarfilm), (Regie, Produktion, Drehbuch, Kamera, Schnitt)
- 2017: Das Milan-Protokoll (Spielfilm), (Schnitt)
- 2023: der andere Tag (Kurzfilm), (Regie, Produktion, Kamera und Schnitt)
- 2024: Hallo Spencer – Der Film (Fernsehfilm), (Regie)

### Musikvideos (Auswahl)
- 2003: Tocotronic – Schatten werfen keine Schatten
- 2004: Go Plus – Tremble
- 2004: Tenfold Loadstar – High from Down
- 2004: Novack – Faking Noise
- 2005: Egoexpress – Aranda
- 2006: Novack – Inner System Blues
- 2010: Stella – Office and Store
- 2010: 1000 Robota – Er Sagt
- 2011: Die Vögel – Fratzengulasch
- 2011: Deichkind – Illegale Fans
- 2011: A Different Jimi – Libera Quando
- 2012: Deichkind – Bück Dich Hoch
- 2012: Deichkind – Leider geil
- 2012: Deichkind – Der Mond
- 2012: Deichkind – Partnerlook
- 2013: Die Goldenen Zitronen – Scheinwerfer und Lautsprecher
- 2013: Die Goldenen Zitronen – Der Investor
- 2013: Die Goldenen Zitronen – Ich verblühe
- 2014: Deichkind feat. Das Bo – Ich habe eine Fahne
- 2014: Deichkind – So’ne Musik
- 2015: Deichkind – Denken Sie Groß
- 2015: Deichkind – Selber machen lassen
- 2015: Deichkind – Like mich am Arsch
- 2015: DJ Koze – I haven`t been everywhere but it`s on my list
- 2015: Beatsteaks – Ticket
- 2015: Die Goldenen Zitronen – If I were a sneaker
- 2015: Tocotronic – Zucker
- 2015: Deichkind – Porzellan und Elefanten
- 2016: Jakönigja – Woher kommst Du
- 2017: Schnipo Schranke – Stars
- 2017: Beatsteaks feat. Deichkind: L auf der Stirn
- 2018: Soap&Skin – What a Wonderful World
- 2018: Die Goldenen Zitronen – Nützliche Katastrophen
- 2019: Deichkind – Wer sagt denn das?
- 2019: Deichkind – Keine Party
- 2019: Deichkind – Dinge
- 2020: Tocotronic – Hoffnung
- 2021: Sophia Kennedy – I can see you
- 2022: Tocotronic – Jugend ohne Gott gegen Faschismus
- 2022: Tocotronic feat. Soap&Skin: Ich tauche auf
- 2022: Tocotronic – Ich hasse es hier
- 2023: Deichkind – In der Natur
- 2023: Deichkind – Geradeaus
- 2023: Deichkind & Clueso –  Auch Im Bentley Wird Geweint
- 2023: Deichkind – Kids In Meinem Alter
- 2024: Deichkind – Könnt ihr noch?

## Auszeichnungen
- 2010: Preis der deutschen Filmkritik in der Kategorie Bester Experimentalfilm für Nacht um Olympia[5]
- 2012: 2. Muvi-Preis und Publikumspreis bei den 58. Internationalen Kurzfilmtagen Oberhausen für das Musikvideo Die Vögel: Fratzengulasch (zusammen mit Katharina Duve)
- 2014: 1. Muvi-Preis bei den 60. Internationalen Kurzfilmtagen Oberhausen für das Musikvideo Die Goldenen Zitronen: Der Investor (zusammen mit Ted Gaier und Katharina Duve)[6]